# دورسدورف
دورسدورف (به آلمانی: Dörsdorf) یک شهر  در آلمان است که در Verbandsgemeinde Katzenelnbogen واقع شده‌است. دورسدورف ۴۵۶ نفر جمعیت دارد.